# الكوحة (المضاربة والعارة)

تعديل مصدري - تعديل

الكوحة هي إحدى قرى عزلة العارة بمديرية المضاربة والعارة التابعة لمحافظة لحج، بلغ تعداد سكانها 75 نسمة حسب تعداد اليمن لعام 2004.